# 浅井美幸
浅井 美幸（あさい よしゆき、1927年8月25日 - 2009年10月4日）は、日本の政治家。東京都出身。衆議院議員。

## 経歴
1927年8月25日、東京市、現在の東京都新宿区に生まれる。1948年、東京歯科医専（現・東京歯科大学）を卒業する。
1967年、公明党の衆議院初進出となる衆院選に旧大阪2区から立候補し、初当選する。国会対策委員長に就任する。
1969年、国対委員長を渡部一郎に譲り退任する。
1970年、公明党委員長の竹入義勝を団長とする第1次公明党中華人民共和国訪問団（訪中団）に参加し副団長に就任する。1971年から1972年の田中角栄首相自民党総裁の中国訪問までに第2次、第3次の訪中団として日中間の交渉をおこなう。18年に渡り中央執行副委員長を歴任する。
1989年、リクルート事件に伴う公明党委員長の矢野絢也の明電工事件発覚により、執行部の責任を執って副委員長を辞任し公明党の役職から外れる。
1993年、政界を引退する。
2009年10月4日、肺炎のため死去。82歳没。

## 人物
- 1998年、竹入が朝日新聞に連載した55年体制の回顧録に対し不満を募らせ、公明党元書記長の市川雄一の主導で二宮、多田、大久保直彦、黒柳明、近江巳記夫、権藤恒夫、長田武士などと竹入批判を行った。

## 親族
- 父 浅井亨（歯科医師、参議院議員）[1]